# Division I 2000-2001
La Division I 2000-2001 è stata la 98ª edizione della massima serie del campionato belga di calcio disputata tra il settembre 2000 e il maggio 2001 e conclusa con la vittoria del Anderlecht, al suo ventiseiesimo titolo e secondo consecutivo.
Capocannoniere del torneo fu Tomasz Radzinski (Anderlecht), con 23 reti.

## Formula
Come nella stagione precedente le squadre partecipanti furono 18 e disputarono un turno di andata e ritorno per un totale di 34 partite.
Le ultime due classificate retrocedettero in Division 2.
Le società ammesse alle coppe europee furono sei: la squadra campione si qualificò alla UEFA Champions League 2001-2002, seconda e terza più la vincitrice della coppa nazionale alla Coppa UEFA 2001-2002 e altre due squadre alla Coppa Intertoto 2001.

## Classifica finale
|    | Classifica         | G  | V  | N  | P  | GF | GS | Dif | Pt |
| -- | ------------------ | -- | -- | -- | -- | -- | -- | --- | -- |
| 1  | Anderlecht         | 34 | 25 | 8  | 1  | 88 | 25 | +63 | 83 |
| 2  | Club Bruges        | 34 | 23 | 9  | 2  | 83 | 24 | +59 | 78 |
| 3  | Standard Liegi     | 34 | 16 | 12 | 6  | 71 | 44 | +27 | 60 |
| 4  | Lokeren            | 34 | 16 | 9  | 9  | 58 | 41 | +17 | 57 |
| 5  | Gent               | 34 | 16 | 9  | 9  | 61 | 49 | +12 | 57 |
| 6  | Germinal Beerschot | 34 | 17 | 3  | 14 | 62 | 53 | +9  | 54 |
| 7  | R.E. Mouscron      | 34 | 15 | 8  | 11 | 63 | 49 | +14 | 53 |
| 8  | Westerlo           | 34 | 15 | 8  | 11 | 61 | 53 | +8  | 53 |
| 9  | Charleroi          | 34 | 14 | 5  | 15 | 51 | 65 | -14 | 47 |
| 10 | Lierse             | 34 | 12 | 7  | 15 | 44 | 51 | -7  | 43 |
| 11 | Genk               | 34 | 11 | 9  | 14 | 45 | 51 | -6  | 42 |
| 12 | Anversa            | 34 | 11 | 7  | 16 | 38 | 45 | -7  | 40 |
| 13 | Sint-Truiden       | 34 | 9  | 8  | 17 | 44 | 54 | -10 | 35 |
| 14 | KSK Beveren        | 34 | 9  | 8  | 17 | 30 | 64 | -34 | 35 |
| 15 | La Louvière        | 34 | 6  | 12 | 16 | 32 | 56 | -24 | 30 |
| 16 | Eendracht Aalst    | 34 | 7  | 8  | 19 | 33 | 65 | -32 | 29 |
| 17 | KRC Harelbeke      | 34 | 8  | 4  | 22 | 36 | 79 | -43 | 28 |
| 18 | KV Mechelen        | 34 | 4  | 10 | 20 | 40 | 72 | -32 | 22 |

### Verdetti
- Anderlecht campione del Belgio 2000-01.
- Harelbeke e KV Mechelen retrocesse in Division II.